# La risa de la ciudad
La Risa de la Ciudad es una película de drama mexicana de 1963, escrita y dirigida por Gilberto Gazcón, y protagonizada por Adalberto Martínez "Resortes", Alma Delia Fuentes y Fanny Schiller. Fue producida por Cinematográfica Jalisco.
Gran parte de la película refleja el contraste de una Ciudad de México en pleno crecimiento, edificios y lugares icónicos, y la pobreza de grupos vulnerables presas del problema de la sobrepoblación y la marginación.

## Argumento
Don Tencho (José Elías Moreno) es un anciano que vive en el asilo Arturo Mundet. Gracias a un cartero, se entera del paradero de su nieto perdido, quien trabaja como payaso callejero, y escapa del asilo para ir a buscarlo.
Beto (Joaquín Cordero), el nieto de Tencho, es un artista callejero cuyo anhelo es vivir tranquilo y sin responsabilidades. Leti (Alma Delia Fuentes), su novia, es una muchacha que trabaja en un rastro de pollo, pero es acosada por su patrón, que a la vez, es su casero. Decidida a escapar de esa vida, huye con Beto, quien se resiste porque no quiere responsabilidades.
Bajo el pretexto de no tener donde vivir, Tencho se queda en el jacal de Beto, al igual que Leti.
Don Tencho trata de transmitir sus fuertes valores morales a los habitantes del asentamiento irregular en el que, además de Beto, viven otros tantos artistas callejeros quienes no saben de responsabilidades y no hacen nada por tener una vida más digna; las intervenciones de Tencho serán causa de enojo entre muchos, y de reflexión entre otros, por ejemplo, Leti, quien quiere superarse y una vida mejor para su hijo, pues resulta estar embarazada de Beto. Son constantes los intentos del gobierno por desalojar a los paracaidistas del asentamiento, así como los intentos infructuosos de Tencho de hacer que los habitantes conviertan el lugar en algo más digno, por ejemplo, ser más limpios, colocar drenaje o tratar de ser algo más que artistas callejeros.
Con el tiempo, la mentalidad de Beto va cambiando gracias a Tencho; un día, se incendia el almacén de fuegos artificiales del asentamiento, prendiendo fuego a todo, causando heridos y muertes; tras ese suceso, los habitantes pierden casi todo, y por fin, el gobierno de la ciudad los desaloja, llevándoselos a unos terrenos en la periferia de la Ciudad, donde, si bien no les darán casa, les darán facilidades y materiales para que sean ellos mismos quienes las construyan.
Tiempo después, los habitantes han construido casas más dignas, y comienzan a dedicarse a otros oficios. El bebé de Leti y Beto ya ha crecido, y este último revela que sabe que Tencho es su abuelo.

## Producción
Para la filmación de la película se utilizaron diferentes locaciones icónicas de la Ciudad de México, entre ellas, la Basílica de Guadalupe y la Ciudad Universitaria de la UNAM.
Pedro Infante fue considerado para un rol en la película, lo cual no se realizó por su muerte acaecida en 1957.

## Reparto
- Joaquín Cordero como Beto.
- Alma Delia Fuentes como Leticia.
- José Elías Moreno como Don Tencho.
- Julio Alemán como Polo.
- Adalberto Martínez «Resortes».
- Pancho Córdova como Colocho.
- Valentín Trujillo como El Pipirrin.
- David Silva como Rosco.
- Fanny Schiller como Doña Bertha.